# Karel Elgart-Sokol

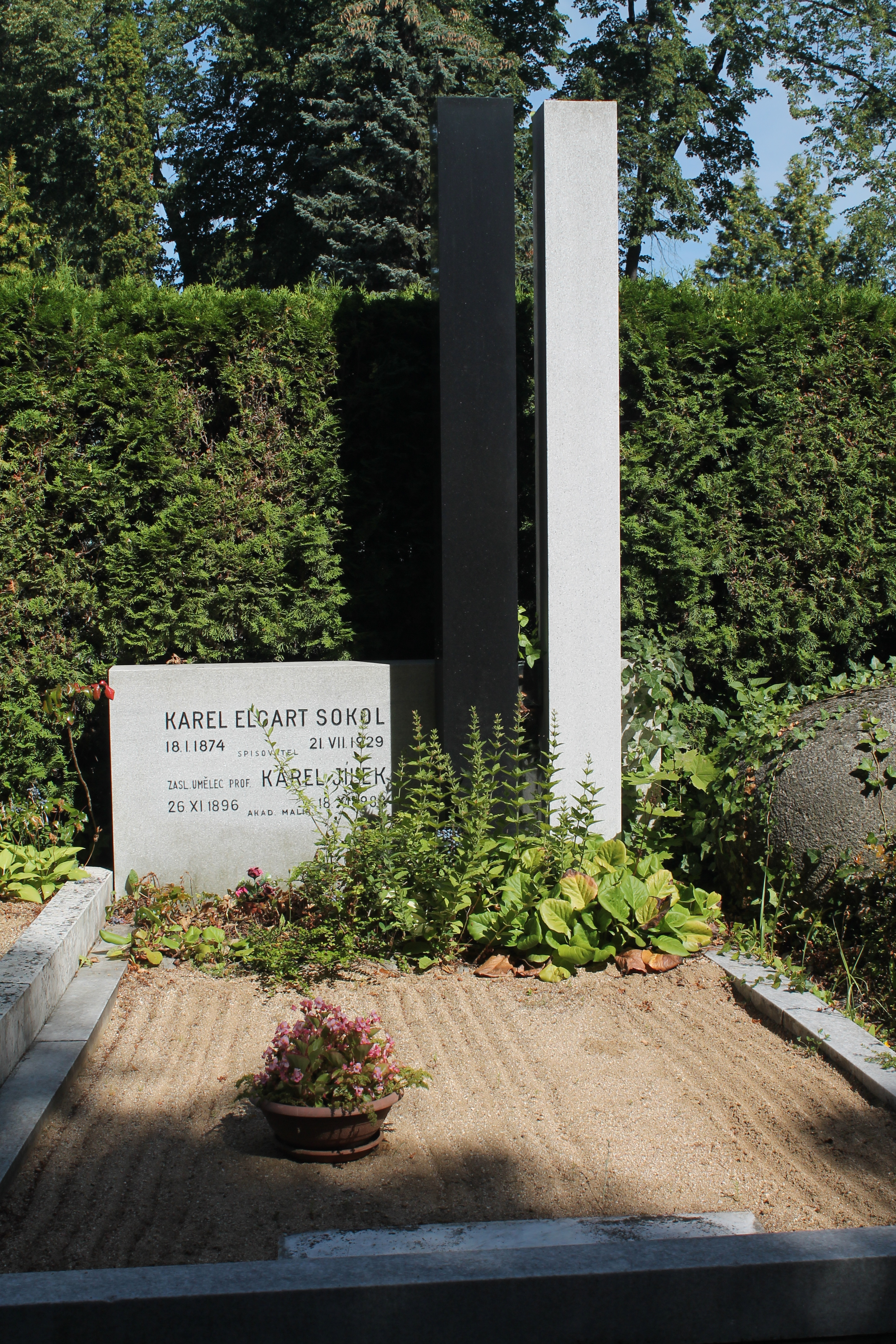
Hrob Karla Elgarta-Sokola a Karla Jílka na Ústředním hřbitově v Brně

Karel Elgart-Sokol, vlastním jménem Karel Elgart (18. ledna 1874 Ivančice – 21. července 1929 Potštejn) byl moravský učitel, ředitel školy, spisovatel, dramatik, divadelní a literární kritik.

## Život
Narodil se v rodině Josefa Elgarta (1843), hostinského v Ivančicích a Marie rozené Sokolové (1849–1932). Měl čtyři sourozence: Jaroslava (1872–1955), Annu Roušarovou (1876–1931), Josefu (1878), a JUDr. Josefa Elgarta (1880–1918). Oženil se s Julií Petrovou (1874–1929) se kterou měl dvě děti: Věru Jílkovou (1901) a Jaroslava Elgarta (1904).
Do obecné školy chodil v Neslovicích a Židlochovicích. Se středoškolským studiem začal na gymnáziu na Starém Brně (1884–1886) a pokračoval v něm na brněnském Prvním českém gymnáziu (1886–1888). Pak studoval na učitelském ústavu, kde v roce 1892 maturoval.
Učil pět let na obecní škole v Jaroměřicích nad Rokytnou, potom jako odborný učitel na vyšší dívčí škole spolku Vesna v Brně. Ve válečných letech 1915–1916 byl učitelem ortopedického tělocviku při vojenské pozorovací nemocnici v Kroměříži. Roku 1919 byl jmenován ředitelem učitelských ústavů pro průmyslové a hospodyňské obory v Brně a stal se jednou z významných osobností brněnské společnosti.
Pracoval v různých kulturních organizacích, např. byl funkcionářem Klubu přátel umění a v letech 1925 až 1929 starostou Moravského kola spisovatelů. Dále byl činovníkem Sokola, sbormistrem pěveckého sboru, založil dramatický kroužek a knihovnu. Společně s Vilémem Mrštíkem redigoval v letech 1908–1910 Moravskoslezskou revui. Byl divadelním referentem v Lidových novinách a přispíval do desítky dalších periodik. Vykonával daleké cesty po Slovensku, Uhrách, Alpách, Dalmácii, Itálii, Švýcarsku, jižní Francii, Německu i Dánsku.
Románová prvotina Zápas vycházející v Lumíru 1900 (knižně až r. 1933) byla na vyšší úřední zákrok autorem narychlo uzavřena, protože se nelíbilo, jak zblízka zachytil některé veřejné události a politické osobnosti Brna zvláště jeho školského prostředí. Hlavní dílo Sokola je pentalogie: Příval, Zlaté rouno, Černý a bílý, Sahara a nedokončené Tři studně. V počátcích literárních pracích (př. první dva díly pentalogie) je vidět vliv Mrštíkův, v dramatech pak vliv Ibsena.
Zvolil si pseudonym podle svého strýce, spisovatele Antonína Hynka Sokola, své články podepisoval pod různými jmény (např. E. Čech, E. Sokol, Jan Veleba, J. Ještěrka, Pavel Dvořák), zkratkami a šiframi. Zemřel na záchvat mrtvice při koupání ve svých 55 letech. Jeho literární pozůstalost je uložena v Moravském zemském muzeu v Brně a v Brně-Husovicích je po něm pojmenována také jedna z ulic (Elgartova), na které se nachází tamější gymnázium. Pohřben je na Ústředním hřbitově v Brně.

## Literární dílo
- Příruční kniha tělocviku sokolského ve způsobě rozvrhu. Díl první, Cvičení hromadná – Brno: Moravsko-slezská obec Sokolská, 1896
- Děti: idylla – Brno: Arnošt Píša, 1900
- Kresby: z cest k novým obzorům 1898–1903 – Moravská Ostrava: Revue moravsko-slezská, 1906
- Budoucnost moravského Národního divadla – Přívoz: vlastním nákladem, 1907
- Seznam knih [jak by měl býti sestavován] – Praha: Vesna, 1908
- Slunce: román – Brno: A. Píša 1908
- Májové bouře: povídky – Praha: Josef Richard Vilímek, 1911
- Příval: románové drama – Praha: František Borový, 1917
- Drobečci a drobečky: povídky – Pacov: Přemysl Plaček, 1919
- Tulákovy lásky: povídání z cest – Praha: Unie, 1919
- Zlaté rouno: román – Plzeň: Karel Beníško, 1921
- Akkord života: povídky – Praha: Unie, 1923
- Milostné povídky – Plzeň: K. Beníško, 1923
- Zázrak lásky: válečná legenda – Praha: Šolc a Šimáček, 1924
- Černý a bílý: román – výprava Eduarda Miléna. Praha: Družstevní práce, 1925
- Veselý silák: povídky – Olomouc: Romuald Promberger, 1925
- Proti proudu: studie o Mrštíkovi, Sumínovi, Holém a Jahnovi – Praha: Bedřich Kočí, 1927
- Der Zensor: [im Hause des Probstes] – aus dem tschechischen übertragen von Grete Reiner. Praha: Adolf Synek, 1927
- Slunce: román – Brno: Štěpánka Holubová-Břežná a Jan Horák, 1928
- Zaječí král: pohádka pro děti – Brno: Dědictví Havlíčkovo, 1928
- Bohatýři: balady a romance – Praha: Přítel knihy, 1929
- Radhošťské meditace: Letní dolce far niente 1902–1903 – Brno: Moravské kolo spisovatelů [MKS], 1929
- Věrný les: povídky – 1929
- Sahara: román z budoucnosti, řazen do science fiction – Brno: Družstvo MKS, 1929[5]
- Zápas: román – doslovem opatřil Jiří Linhart; obálku navrhl Karel Jílek. Brno: Družstvo MKS, 1933
- Nedokončený obraz: vzpomínka na Josefa Uhra – Kroměříž: S. Švehla, 1934

## Dramatická tvorba
- Bahno: [netištěné][4]
- Námluvy: tříaktová komedie – Praha: František Švejda, 1909
- Nesmrtelný: tragedie – Brno: 1920[6]
- Moloch: tragedie o třech dějstvích – Praha: Zátiší, 1922
- Slunovrat: pohádka o třech jednáních – obálku navrhl a čtyři dřevoryty vyryl Karel Jílek. Brno: MKS, 1928